# مقاطعة بينتون (تينيسي)
مقاطعة بينتون (بالإنجليزية: Benton County, Tennessee)‏ هي إحدى مقاطعات ولاية تينيسي في الولايات المتحدة. ، وتبلغ مساحتها 1130 كم2، بلغ عدد سكانها 16489 نسمة في عام 2010 حسب إحصاء مكتب تعداد الولايات المتحدة وتصل الكثافة السكانية فيها 16 نسمة/كم2.

## وصلات خارجية
- www.bentoncounty.us